# Nyambayaryn Tögstsogt
Nyambayaryn Tögstsogt (mong. Нямбаярын Төгсцогт) est un boxeur mongol né le 23 juin 1992.

## Carrière
Sa carrière amateur est marquée par deux médailles d'argent remportées aux Jeux olympiques de Londres en 2012 et aux championnats du monde de Milan en 2009 dans la catégorie poids mouches et précédemment par une médaille de bronze aux championnats d'Asie de Zhuhai en 2009, cette fois en mi-mouches.
Passé dans les rangs professionnels en 2015, il s'incline aux points face à Gary Russell Jr., champion du monde des poids plumes WBC, le 8 février 2020.

## Palmarès

### Jeux olympiques
- Médaille d'argent en -52 kg aux Jeux de 2012 à Londres, Angleterre

### Championnats du monde de boxe amateur
- Médaille d'argent en -51 kg en 2009 à Milan, Italie

### Championnats d'Asie de boxe amateur
- Médaille de bronze en -48 kg en 2009 à Zhuhai, Chine